# دلم برای پسرم تنگ شده
دلم برای پسرم تنگ شده فیلمی به کارگردانی علیرضا زارع میرک آبادی و نویسندگی مجید زاهدی ساختهٔ سال ۱۳۶۸ است.

## خلاصه داستان
حميدالله، مجاهد افغاني طي عملياتي در خاك افغانستان بشدت مجروح مي شود. او كه ضمناً مسلول نيز مي باشد جهت معالجه به ايران فرستاده مي شود. حميدالله كه ضمناً پسري 12 ساله دارد او را به مادرش سپرده و راهي تهران مي گردد. در غياب حميدالله، زن و فرزند او توسط عوامل دولتي و روسها به شهادت مي رسند. حميدالله كه با ياد همسر و تنها فرزند خود در غربت به زندگي ادامه مي دهد از شهادت آنها خبر ندارد. حميدالله سوغاتي زيادي براي پسرش خريده است تا پس از بازگشت او را خوشحال نمايد. ولي سرانجام با شنيدن خبر شهادت آنها، خود نيز دارفاني را وداع مي گويد. فيلم به بررسي اجمالي زندگي مجاهدين افغاني در سنگر و در هجرت مي پردازد.

## بازیگران
- مهدی شجاعی
- مجید زاهدی
- مهدی زاهدی
- حمید زاهدی
- سعید زاهدی
- محمدرضا ثقفی
- شاکر
- حسین عسگری
- زهره امیری
- آذر رضایی
- میرزایی
- سادات
- اسدی